# Mörfelden
Mörfelden (mundartlich: Merfelle) ist eine Teilstadt von Mörfelden-Walldorf im südhessischen Kreis Groß-Gerau.

## Geographische Lage
Mörfelden liegt in einer Rodungsinsel der waldreichen Untermainebene im Rhein-Main-Gebiet, im Dreieck zwischen den südhessischen Großstädten Frankfurt am Main, Darmstadt und Mainz und südlich des Frankfurter Flughafens. In Ost-West-Richtung wird die Gemarkung von dem Gundbach im Norden, dem Geräthsbach in der Mitte und dem Hegbach im Süden entwässert. Im Westen hat die Gemarkung Anteil an dem ausgedehnten Naturschutzgebiet Mönchbruch. Östlich von Mörfelden, an der Bundesautobahn 5, liegen der Oberwaldsee und der aus einer ehemaligen Mülldeponie entstandene Oberwaldberg, mit 145 Meter die höchste Erhebung im Kreis Groß-Gerau.
Die nächstgelegenen Ortschaften sind im Norden, knapp vier Kilometer entfernt, die Teilstadt Walldorf, im Osten Langen, Egelsbach und Erzhausen, im Süden Weiterstadt mit den Stadtteilen Gräfenhausen und Schneppenhausen sowie die Gemeinde Büttelborn mit den Teilen Worfelden und Klein-Gerau, im Südwesten Groß-Gerau und Nauheim sowie im Westen die Rüsselsheimer Stadtteile Königstädten und Haßloch und schließlich im Nordwesten die Stadt Raunheim.

## Geschichte

### Ortsgeschichte
Das Bestehen des Ortes kann im Codex Laureshamensis in der damaligen Schreibweise Mersenuelt bis in die Jahre 830 – 850 als fränkischen Reichsgut im Reichsforst und Wildbann Dreieich urkundlich zurückverfolgt werden.
In der Gemarkung lassen Funde aus Hügelgräbern vermuten, dass hier schon in der Bronzezeit Siedlungen bestanden. Am Südrand der Ortslage wurde die Stelle einer abgegangenen Wasserburg, der Burg Mörfelden entdeckt. Baureste sind nicht mehr vorhanden, auch sind keine Urkunden über den Bau und den Untergang der Burg überliefert.
Schon in der Römerzeit führten viele Straßen durch dieses Gebiet, Als wichtiger Handels- und Verkehrsplatz erhielt Mörfelden im 15. Jahrhundert eine eigene Zollstelle. Das Fuhrgewerbe hatte am Ort große Bedeutung.
Um 1232 wird eine capelle in Mersenvelt erwähnt und 1304 eine ecclesia parochialis als „Pfarrkirche mit Filial auf dem Gundhof“.
Der Dreißigjährige Krieg traf auch Mörfelden schwer. Durch Kriegshandlungen und die Pest waren große Menschenverluste und Zerstörungen zu beklagen. Im Jahr 1694 wurden nur noch 159 Einwohner verzeichnet.
Im Jahre 1600 kam Mörfelden zur Landgrafschaft Hessen-Darmstadt und 1806 zum Großherzogtum Hessen. Verwaltungsmäßig gehört das hessische Mörfelden bis 1821 zum Amt Kelsterbach. Durch die Verwaltungsreform von 1821 im Großherzogtum Hessen wird der Ort dem Landratsbezirk Langen der Provinz Starkenburg zugeteilt.
Die Statistisch-topographisch-historische Beschreibung des Großherzogthums Hessen berichtet 1829 über Mörfelden:

„Mörfelden (L. Bez. Langen) luth. Pfarrdorf; liegt 2 St. von Langen, und hat 142 Häuser und 991 Einw., die bis auf 2 Kath. und 45 Juden lutherisch sind. Der Ort ist von einem sehr breiten trockenen Graben umgeben, über welchen 2 Brücken führen. Vor dem Ort gegen Langen ist mit einer neuen Bauanlage der Anfang gemacht; man findet 1 Mühle und 1 Ziegelhütte. – Mörfelden kommt in Lorscher Urkunden unter dem Namen Mersenvelt vor. Im Jahr 1504 trat Philipp von Falkenstein der Pfarrei seinen Zehnten in Mörfelden und auf dem Gundhofe gegen einen jährlichen Fruchtpacht ab, und 1383 verwilligte ein anderer Philipp von Falkenstein die Gülte aus dem Zehnten zu Mörfelden und dem Gundhofe dem damaligen Pfarrer, Heinrich von Münzenberg, auf Lebenslang. Der Zoll wurde 1421 vom Erzbischof Conrad von Mainz nach Mörfelden verlegt. Von Isenburg kam der Ort 1600 mit dem ganzen Amt Kelsterbach durch Kauf an Hessen.“

1832 wird dann die Provinz Starkenburg in Kreise aufgeteilt und Mörfelden kommt zum Kreis Groß-Gerau. Diesem gehört es dann, nur unterbrochen durch die Aufteilung von Starkenburg in Regierungsbezirke, bis heute an. Von 1848 bis 1852 zählt es zum Regierungsbezirk Darmstadt.
Die erstinstanzliche Rechtsprechung lag von 1821 bis 1879 beim Landgericht Langen und ab 1879 das Amtsgericht Langen. Seit 1883 ist das Amtsgericht Groß-Gerau für Mörfelden zuständig.
Das 19. Jahrhundert brachte Mörfelden eine langsame, aber stetige Aufwärtsentwicklung. Mit der Inbetriebnahme der Riedbahn durch die Hessische Ludwigsbahn im November 1879 verstärkte sich der Aufschwung. Bereits um die Mitte des 19. Jahrhunderts pendelten zahlreiche Einwohner in die nahe gelegenen Großstädte. Mörfelden wandelte sich dadurch zunehmend aus einem Bauerndorf in eine Arbeiterwohngemeinde. Viele Mörfelder waren im Baugewerbe tätig. Umgangssprachlich nannte man Mörfelden deshalb das Maurerdorf.
Im November 1931 wurde Georg Zwilling (KPD) zum Bürgermeister gewählt. Er war der erste kommunistische Bürgermeister in Hessen.
Nach der Machtübernahme der NSDAP wurden bald sechzig bis siebzig Einwohner verhaftet und in das Konzentrationslager Osthofen bei Worms gebracht, darunter Zwilling.
Nach dem Zweiten Weltkrieg und der Währungsreform 1948 wuchs Mörfelden zunächst durch Aufnahme von Heimatvertriebenen und Flüchtlingen und später durch die stürmische wirtschaftliche Entwicklung des Rhein-Main-Gebietes. Für die ständig wachsende Bevölkerung mussten neue Wohngebiete und Gewerbegebiete erschlossen und die Leistungsfähigkeit der Infrastruktur ausgebaut werden.
Der Gemeinde Mörfelden wurde am 5. März 1968 durch die Hessische Landesregierung das Recht zur Führung der Bezeichnung Stadt verliehen.
Im Zuge der Gebietsreform in Hessen wurden die Städte Mörfelden und Walldorf im Jahr 1977 zur Stadt Waldfelden zusammengeschlossen. Ein Jahr später erfolgte auf Antrag der neu gegründeten Stadt die Umbenennung in Mörfelden-Walldorf.

### Verwaltungsgeschichte im Überblick
Die folgende Liste zeigt die Staaten und Verwaltungseinheiten, denen Mörfelden angehört(e):
- vor 1604 Heiliges Römisches Reich, Grafschaft Isenburg-Ronneburg, Amt Langen
- ab ca. 1604: Heiliges Römisches Reich, Landgrafschaft Hessen, Obergrafschaft Katzenelnbogen, Amt Kelsterbach
- ab 1803: Heiliges Römisches Reich, Landgrafschaft Hessen-Darmstadt, Fürstentum Starkenburg, Amt Kelsterbach
- ab 1806: Großherzogtum Hessen,[Anm. 2] Fürstentum Starkenburg, Amt Kelsterbach[13]
- ab 1815: Großherzogtum Hessen, Provinz Starkenburg, Amt Kelsterbach
- ab 1821: Großherzogtum Hessen, Provinz Starkenburg, Landratsbezirk Langen[Anm. 3]
- ab 1832: Großherzogtum Hessen, Provinz Starkenburg, Kreis Groß-Gerau
- ab 1848: Großherzogtum Hessen, Regierungsbezirk Darmstadt
- ab 1852: Großherzogtum Hessen, Provinz Starkenburg, Kreis Groß-Gerau
- ab 1871: Deutsches Reich, Großherzogtum Hessen, Provinz Starkenburg, Kreis Groß-Gerau
- ab 1918: Deutsches Reich, Volksstaat Hessen, Provinz Starkenburg, Kreis Groß-Gerau
- ab 1938: Deutsches Reich, Volksstaat Hessen, Landkreis Groß-Gerau[14][Anm. 4]
- ab 1945: Deutsches Reich, Amerikanische Besatzungszone,[Anm. 5] Groß-Hessen, Regierungsbezirk Darmstadt, Kreis Groß-Gerau
- ab 1946: Deutsches Reich, Amerikanische Besatzungszone, Hessen, Regierungsbezirk Darmstadt, Kreis Groß-Gerau
- ab 1949: Bundesrepublik Deutschland, Hessen, Regierungsbezirk Darmstadt, Kreis Groß-Gerau
- ab 1977: Bundesrepublik Deutschland, Hessen, Regierungsbezirk Darmstadt, Kreis Groß-Gerau, Stadt Waldfelden
- ab 1978: Bundesrepublik Deutschland, Hessen, Regierungsbezirk Darmstadt, Kreis Groß-Gerau, Stadt Mörfelden-Walldorf

### Umgemeindungen
Am 1. April 1953 kamen die Wohnplätze Gundhof mit einem Teil des Gundwaldes und Schlichter mit vier Einwohnern von der Gemeinde Walldorf zur Gemeinde Mörfelden. Weiterhin kamen die Wohnplätze Mönchbruch mit 118 Einwohnern von Rüsselsheim und die Nikolauspforte mit einem Wohnhaus (zusammen 15 Einwohner) von Groß-Gerau hinzu.

### Einwohnerentwicklung
Die Einwohnerzahl von Mörfelden stieg im 19. Jahrhundert bis 1875 langsam aber stetig an von 1097 im Jahr 1834 auf 1696 im Jahr 1875. Bis zur Jahrhundertwende beschleunigte sich die Entwicklung. 1905 waren 3324 Einwohner zu verzeichnen. Vor dem Zweiten Weltkrieg 1939 lag die Zahl bei 5409 und 1946 bei 6368. In den 1960er Jahren war die Steigerung geradezu explosionsartig: von 9042 Einwohnern (1961) auf 12303 am 31. März 1972, das sind über 3000 Einwohner in zehn Jahren.
| • 1629: | 75 Hausgesesse             |
| • 1694: | 159 Einwohner              |
| • 1806: | 810 Einwohner, 127 Häuser  |
| • 1829: | 991 Einwohner, 142 Häuser  |
| • 1867: | 1595 Einwohner, 234 Häuser |

| Mörfelden: Einwohnerzahlen von 1791 bis 2020 | Mörfelden: Einwohnerzahlen von 1791 bis 2020 | Mörfelden: Einwohnerzahlen von 1791 bis 2020 | Mörfelden: Einwohnerzahlen von 1791 bis 2020 | Mörfelden: Einwohnerzahlen von 1791 bis 2020 |
| --- | -------------------------------------------- | -------------------------------------------- | -------------------------------------------- | -------------------------------------------- |
| Jahr |                                              |                                              |                                              | Einwohner                                    |
| 1791 | 1791                                         |                                              | 668                                          | 668                                          |
| 1800 | 1800                                         |                                              | 720                                          | 720                                          |
| 1806 | 1806                                         |                                              | 810                                          | 810                                          |
| 1829 | 1829                                         |                                              | 991                                          | 991                                          |
| 1834 | 1834                                         |                                              | 1.097                                        | 1.097                                        |
| 1840 | 1840                                         |                                              | 1.214                                        | 1.214                                        |
| 1846 | 1846                                         |                                              | 1.357                                        | 1.357                                        |
| 1852 | 1852                                         |                                              | 1.440                                        | 1.440                                        |
| 1858 | 1858                                         |                                              | 1.460                                        | 1.460                                        |
| 1864 | 1864                                         |                                              | 1.558                                        | 1.558                                        |
| 1871 | 1871                                         |                                              | 1.692                                        | 1.692                                        |
| 1875 | 1875                                         |                                              | 1.996                                        | 1.996                                        |
| 1885 | 1885                                         |                                              | 2.174                                        | 2.174                                        |
| 1895 | 1895                                         |                                              | 2.497                                        | 2.497                                        |
| 1905 | 1905                                         |                                              | 3.324                                        | 3.324                                        |
| 1910 | 1910                                         |                                              | 3.784                                        | 3.784                                        |
| 1925 | 1925                                         |                                              | 4.398                                        | 4.398                                        |
| 1939 | 1939                                         |                                              | 5.409                                        | 5.409                                        |
| 1946 | 1946                                         |                                              | 6.368                                        | 6.368                                        |
| 1950 | 1950                                         |                                              | 7.091                                        | 7.091                                        |
| 1956 | 1956                                         |                                              | 8.731                                        | 8.731                                        |
| 1961 | 1961                                         |                                              | 9.042                                        | 9.042                                        |
| 1967 | 1967                                         |                                              | 11.170                                       | 11.170                                       |
| 1970 | 1970                                         |                                              | 11.798                                       | 11.798                                       |
| 1978 | 1978                                         |                                              | 13.248                                       | 13.248                                       |
| 1985 | 1985                                         |                                              | 13.852                                       | 13.852                                       |
| 1990 | 1990                                         |                                              | 14.469                                       | 14.469                                       |
| 1995 | 1995                                         |                                              | 15.484                                       | 15.484                                       |
| 2000 | 2000                                         |                                              | 15.868                                       | 15.868                                       |
| 2005 | 2005                                         |                                              | 15.511                                       | 15.511                                       |
| 2010 | 2010                                         |                                              | 15.796                                       | 15.796                                       |
| 2011 | 2011                                         |                                              | 15.435                                       | 15.435                                       |
| 2015 | 2015                                         |                                              | 16.597                                       | 16.597                                       |
| 2020 | 2020                                         |                                              | 17.349                                       | 17.349                                       |
| Datenquelle: Historisches Gemeindeverzeichnis für Hessen: Die Bevölkerung der Gemeinden 1834 bis 1967. Wiesbaden: Hessisches Statistisches Landesamt, 1968. Weitere Quellen: LAGIS 1791; 1800; Stadt Mörfelden-Walldorf; Zensus 2011 |                                              |                                              |                                              |                                              |

### Religionszugehörigkeit
| • 1829: | 944 lutheranische (= 95,26 %), 45 jüdische (= 4,54 %) und 2 katholische (= 0,20 %) Einwohner |
| • 1961: | 5504 evangelische (= 60,87 %), 1971 katholische (= 21,80 %) Einwohner                        |

## Kultur und Sehenswürdigkeiten

### Bauwerke

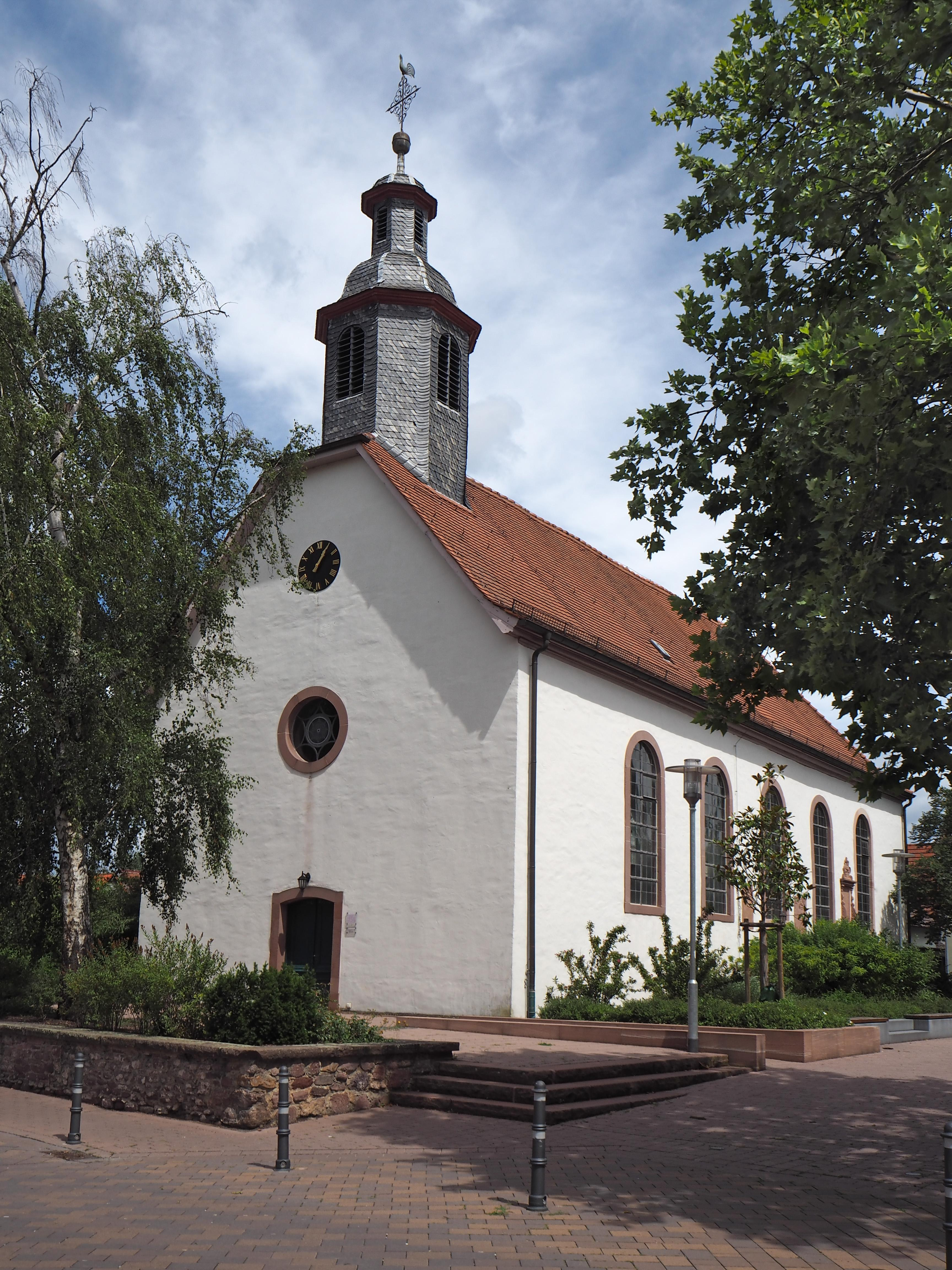
Evangelische Kirche

- Wasserturm

Der denkmalgeschützte, rund 35 m hohe Turm an der Frankfurter Straße gilt als Wahrzeichen von Mörfelden. Das heute stillgelegte Bauwerk wurde 1929 zusammen mit einem Wasserwerk errichtet.
- Altes Rathaus

Das Alte Rathaus liegt an der Langener Straße 4 auf dem „Dalles“. Es beherbergt heute das Sozial- und Wohnungsamt (Stand 2017). Das zweigeschossige Bauwerk wurde 1876 gebaut. 1996 erfolgte eine Grundsanierung und die Erweiterung durch einen eingeschossigen Anbau.
- Brunnen „Erzählstein“

1992 schuf Reiner Uhl den Brunnen, der vor dem Alten Rathaus steht. Der sog. Erzählstein stellt Szenen zur Stadtgeschichte dar. Er greift auch Probleme wie den Flugverkehr und die sonstige Verkehrsbelastung auf.

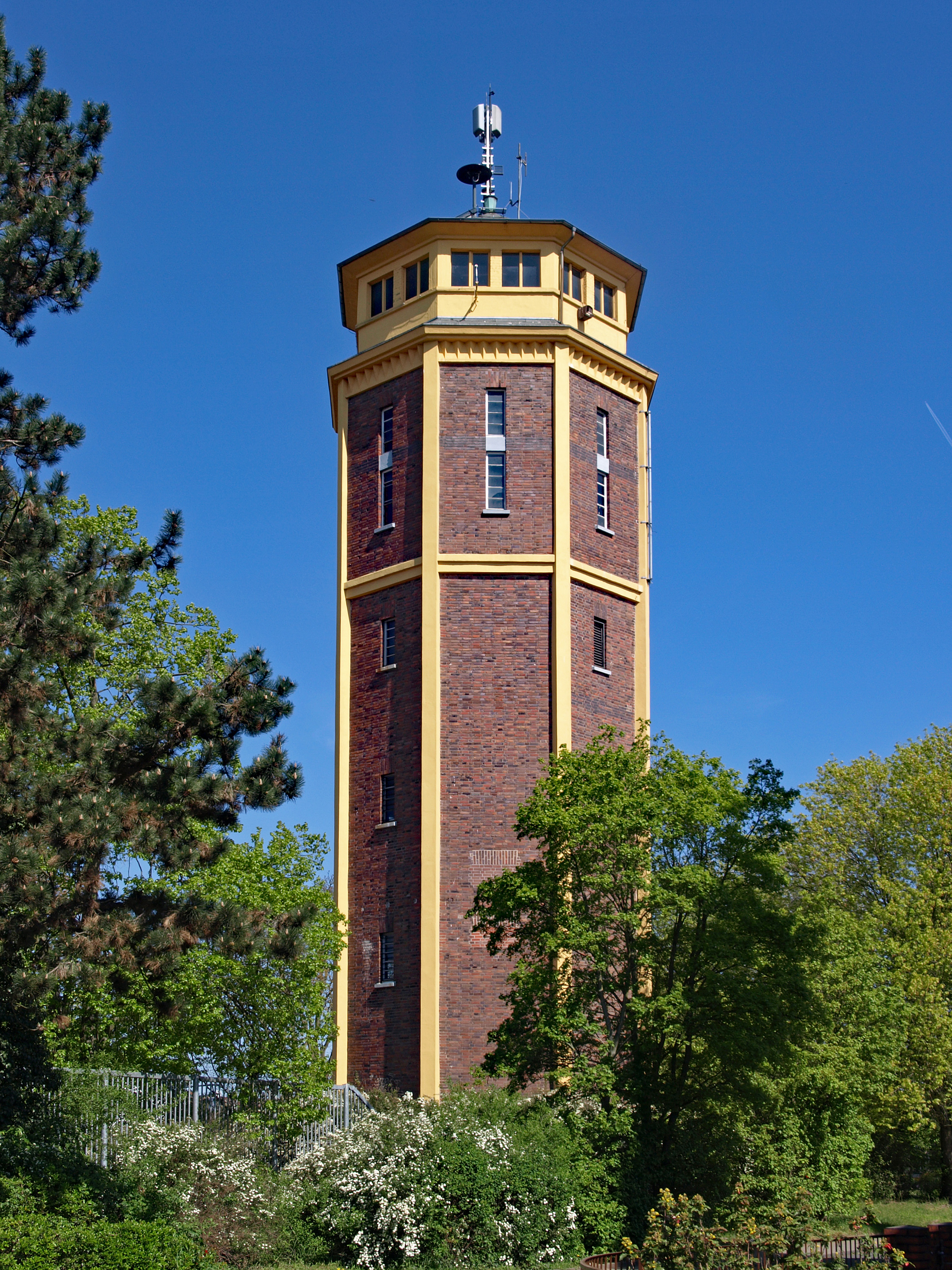
Wasserturm Mörfelden
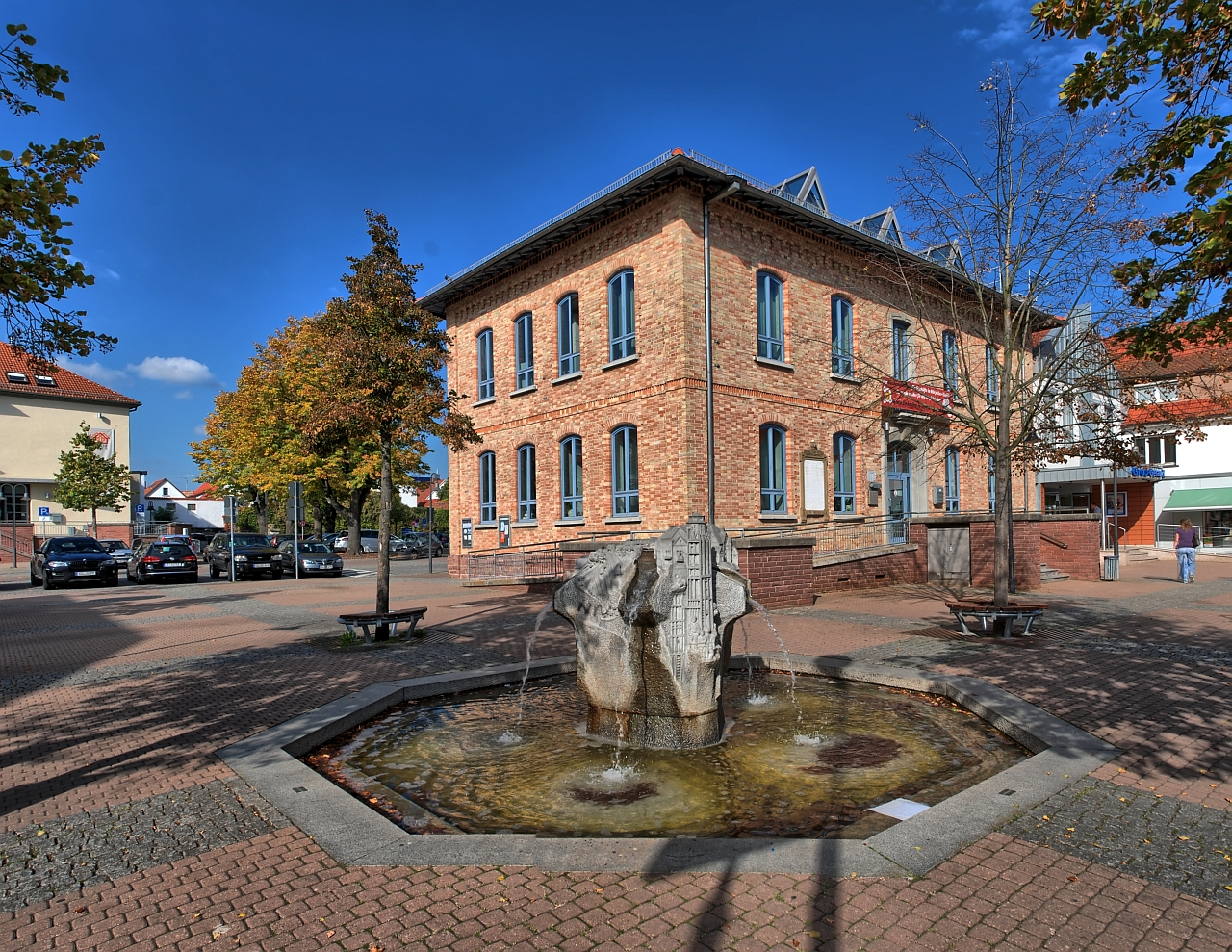
Altes Rathaus Mörfelden mit Brunnen
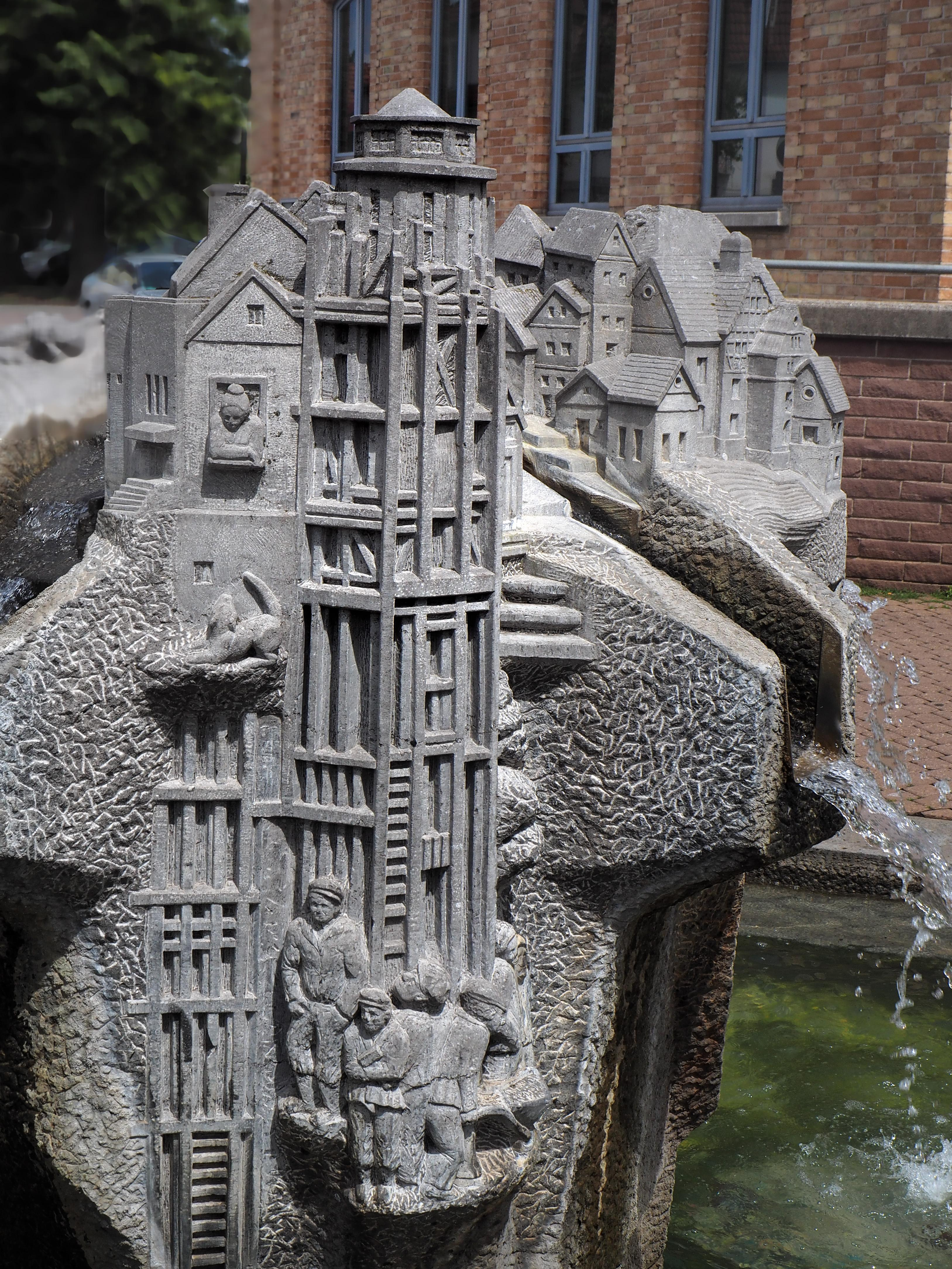
Erzählstein Wasserturmbau
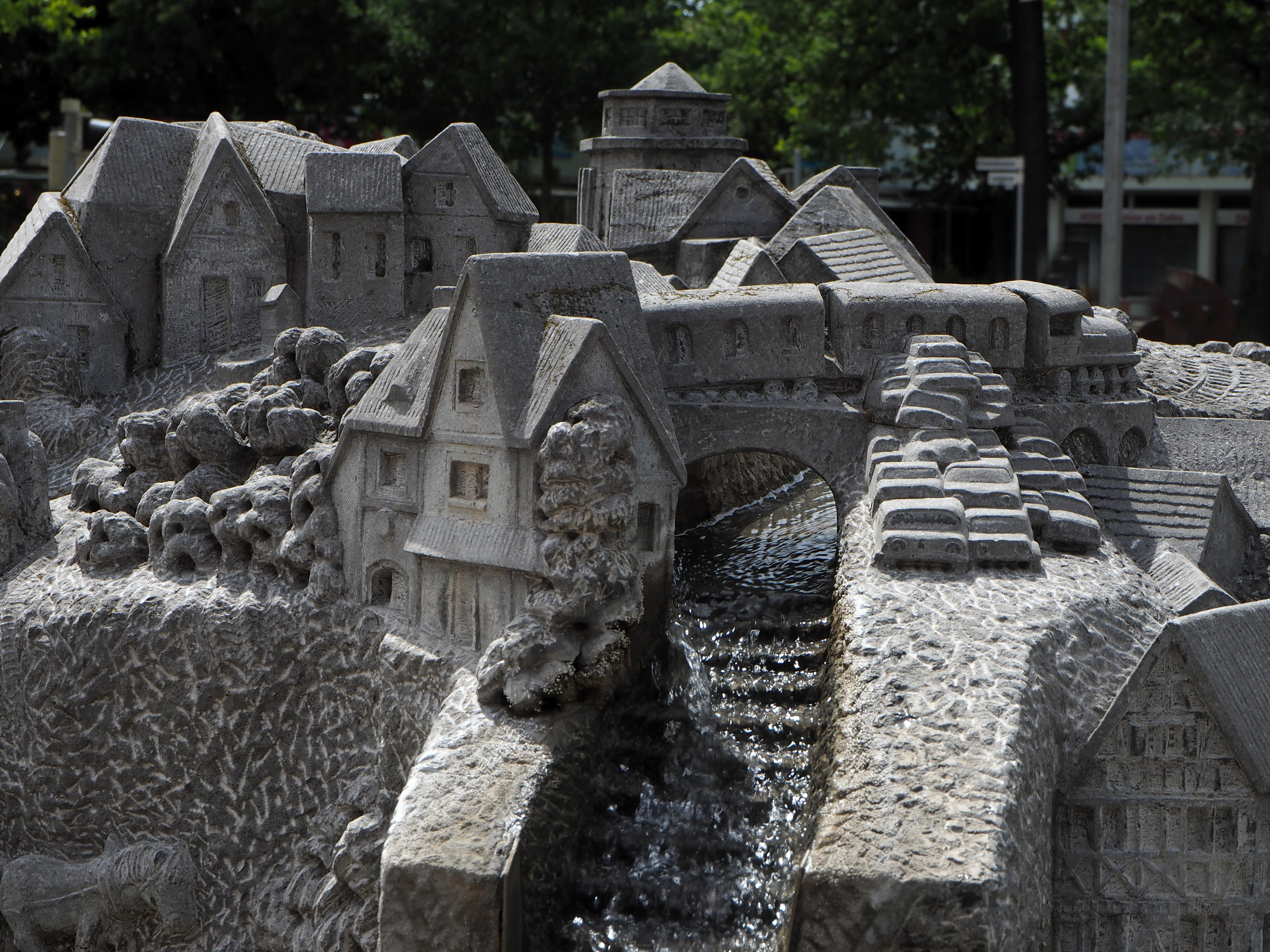
Erzählstein Verkehrsbelastung

- Evangelische Kirche

Die Evangelische Kirche in Mörfelden ist ein Barockbau, der 1729 auf den Resten eines Vorgängerbaus aus dem 14. Jahrhundert errichtet wurde. 1827 erfolgte eine Erweiterung. An der Außenmauer befinden sich Epitaphe aus dem 16. und 18. Jahrhundert. Das Gebäude steht seit 1936 unter Denkmalschutz. In den Jahren 1964–1967 wurde die Kirche renoviert.
- Hofreite „Goldener Apfel“ – Wirtshaus und Heimatmuseum

Das historische Gasthaus in der Langgasse 45 besteht seit 1751. Im hinteren Teil der Hofreite befindet sich das Heimatmuseum, das 1990 eingerichtet wurde und einen Einblick in die Geschichte von Mörfelden vermittelt.

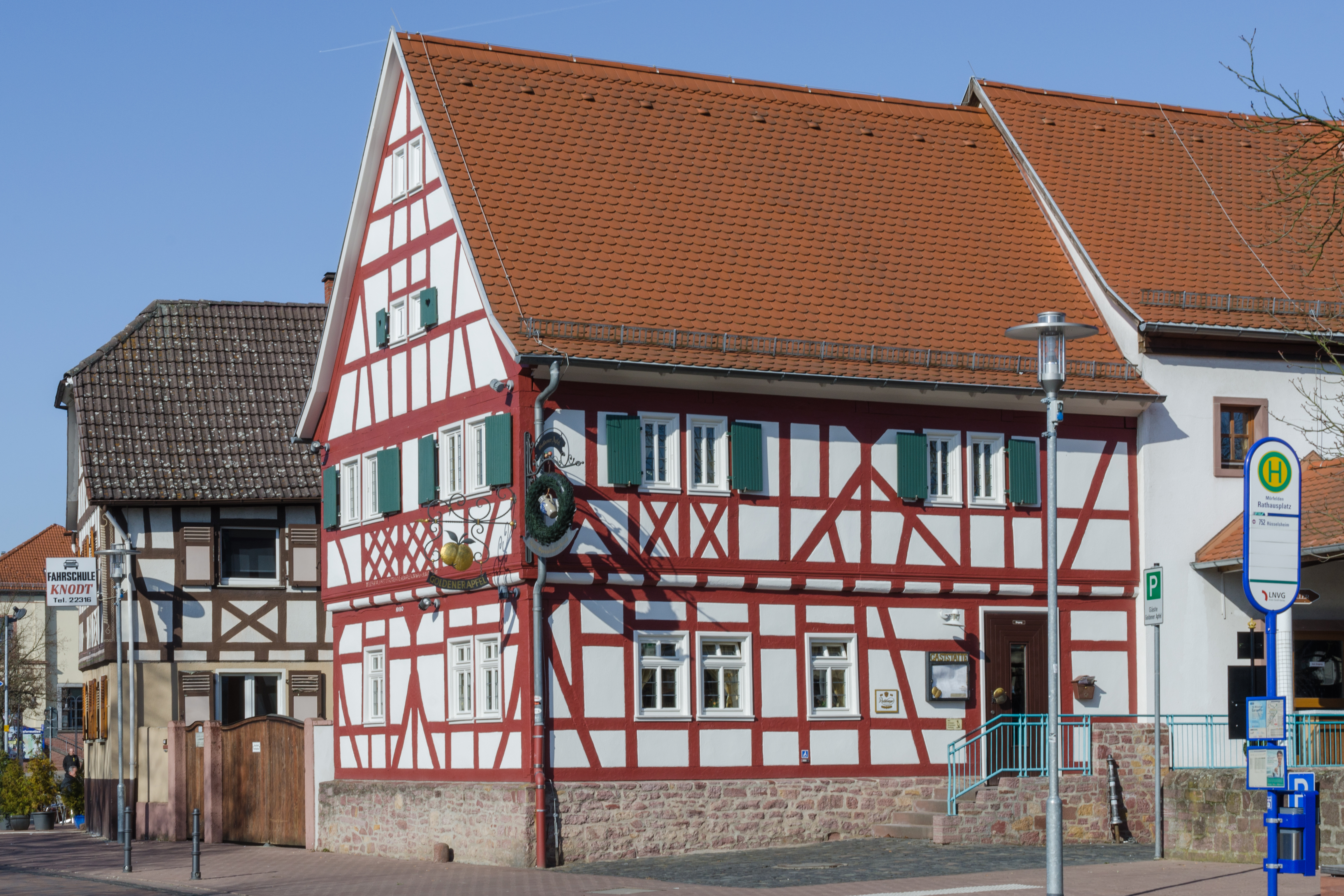
Historischer Gasthof „Goldener Apfel“
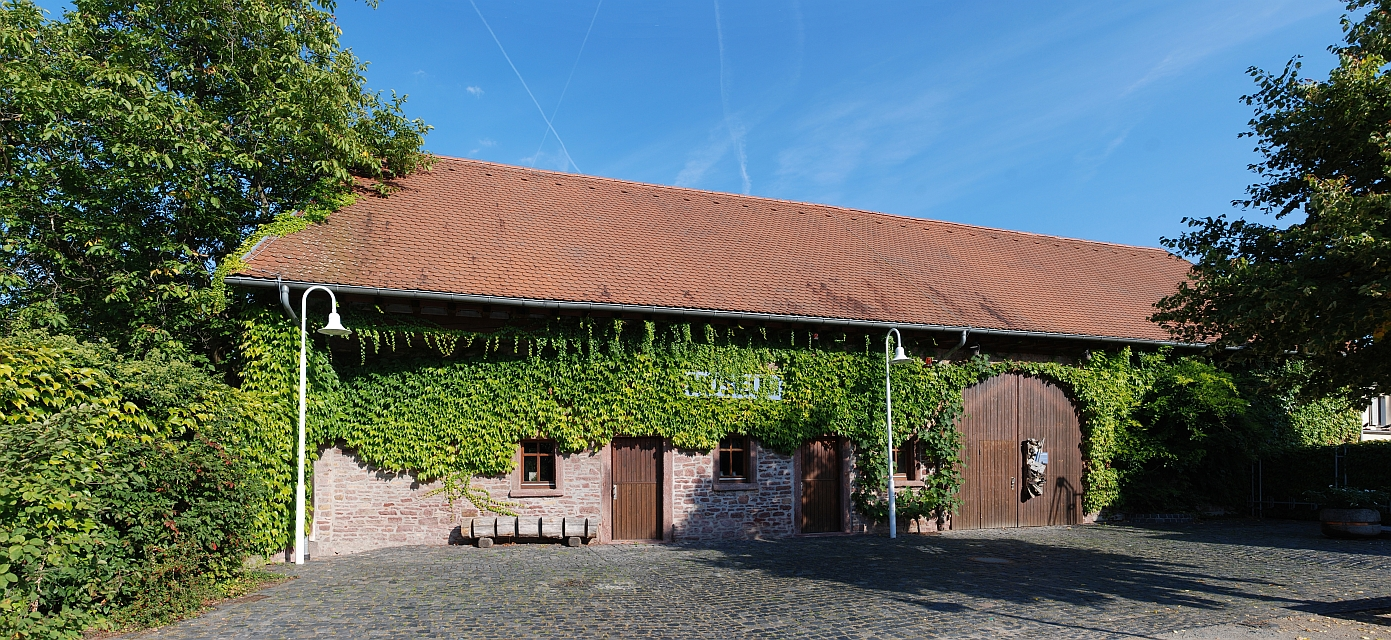
Heimatmuseum Mörfelden

- Historische Fachwerkhäuser

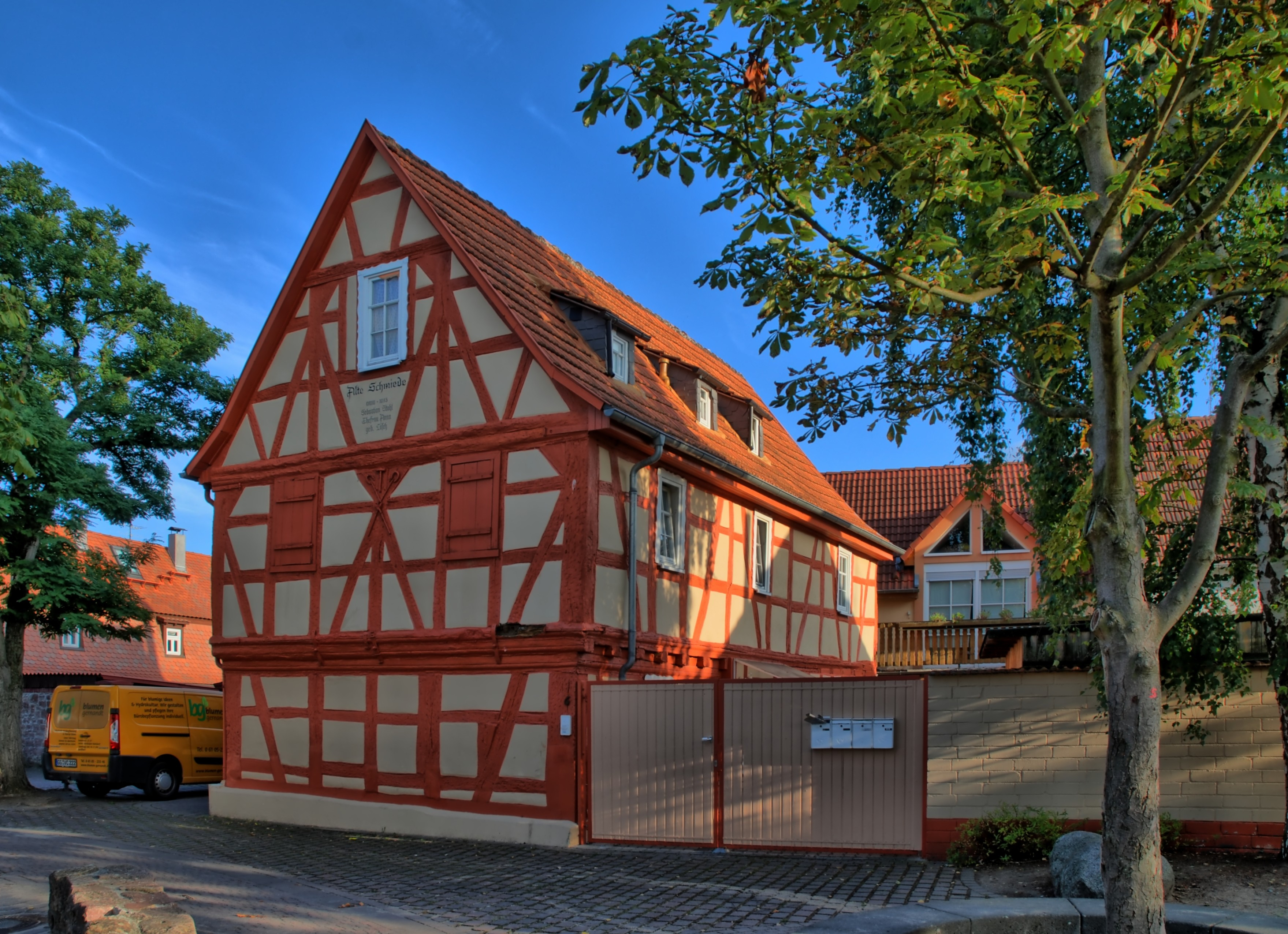
Alte Schmiede von 1693 (Hintergasse 6)
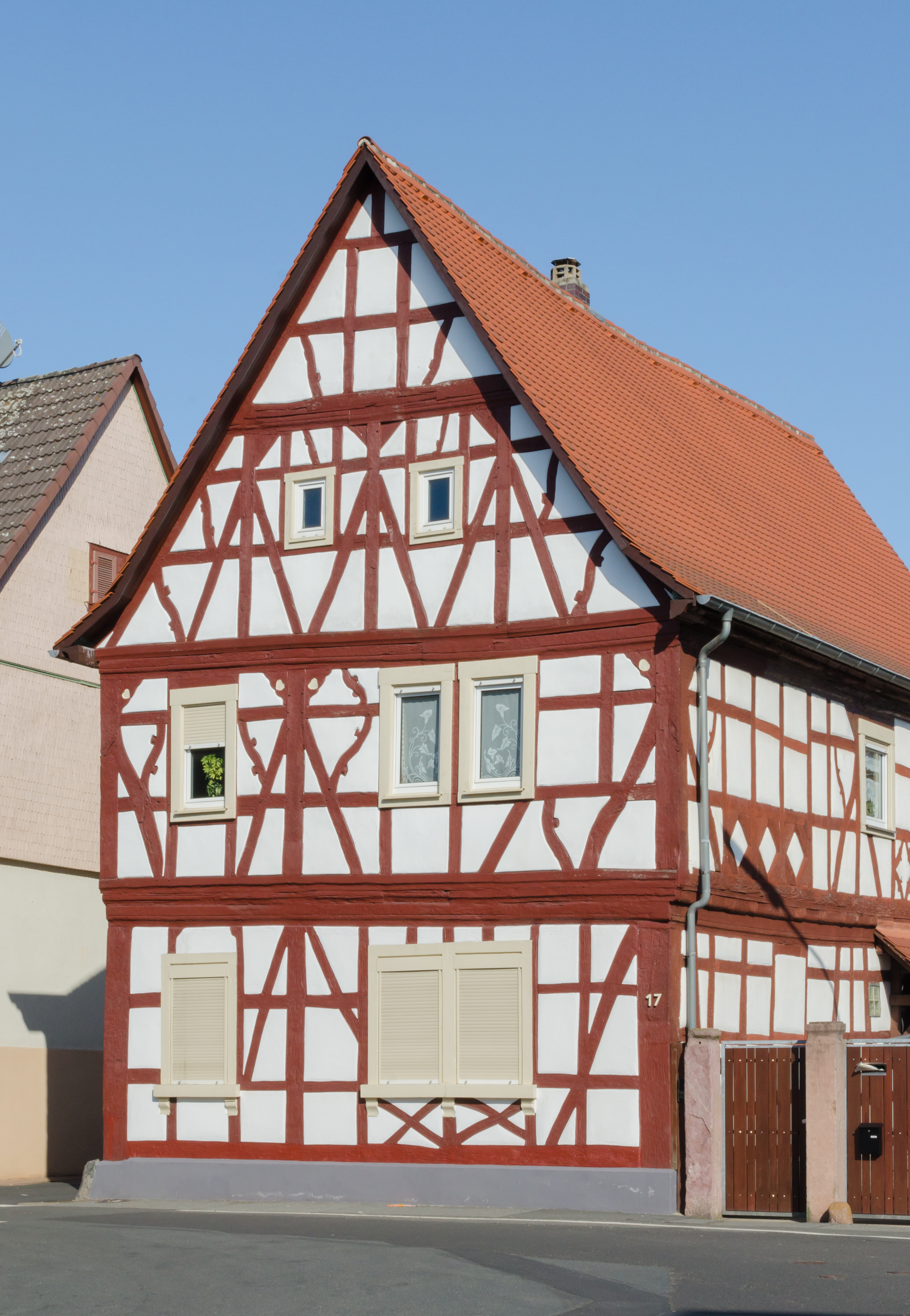
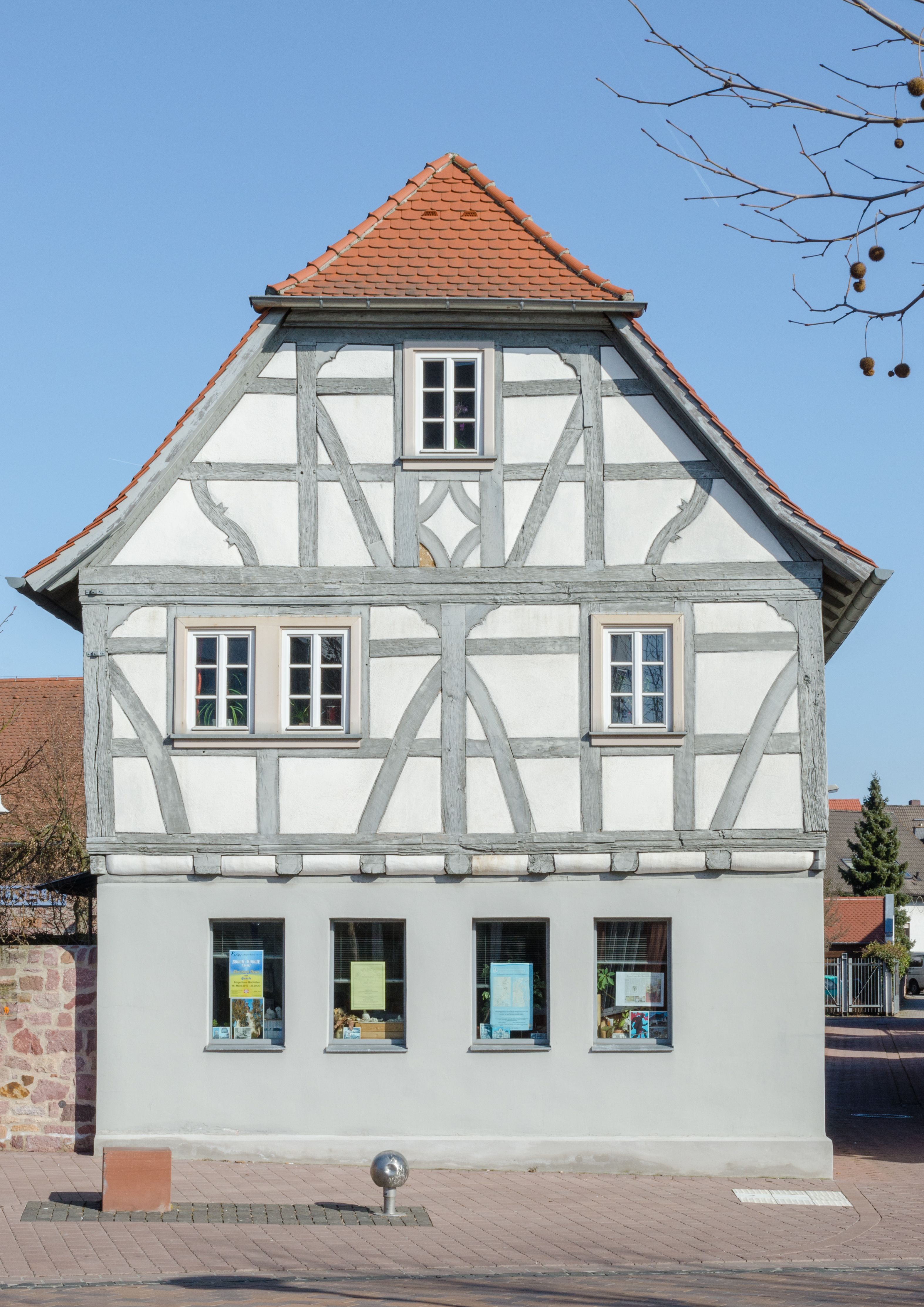
Fachwerkhaus (Dreihäusergasse)
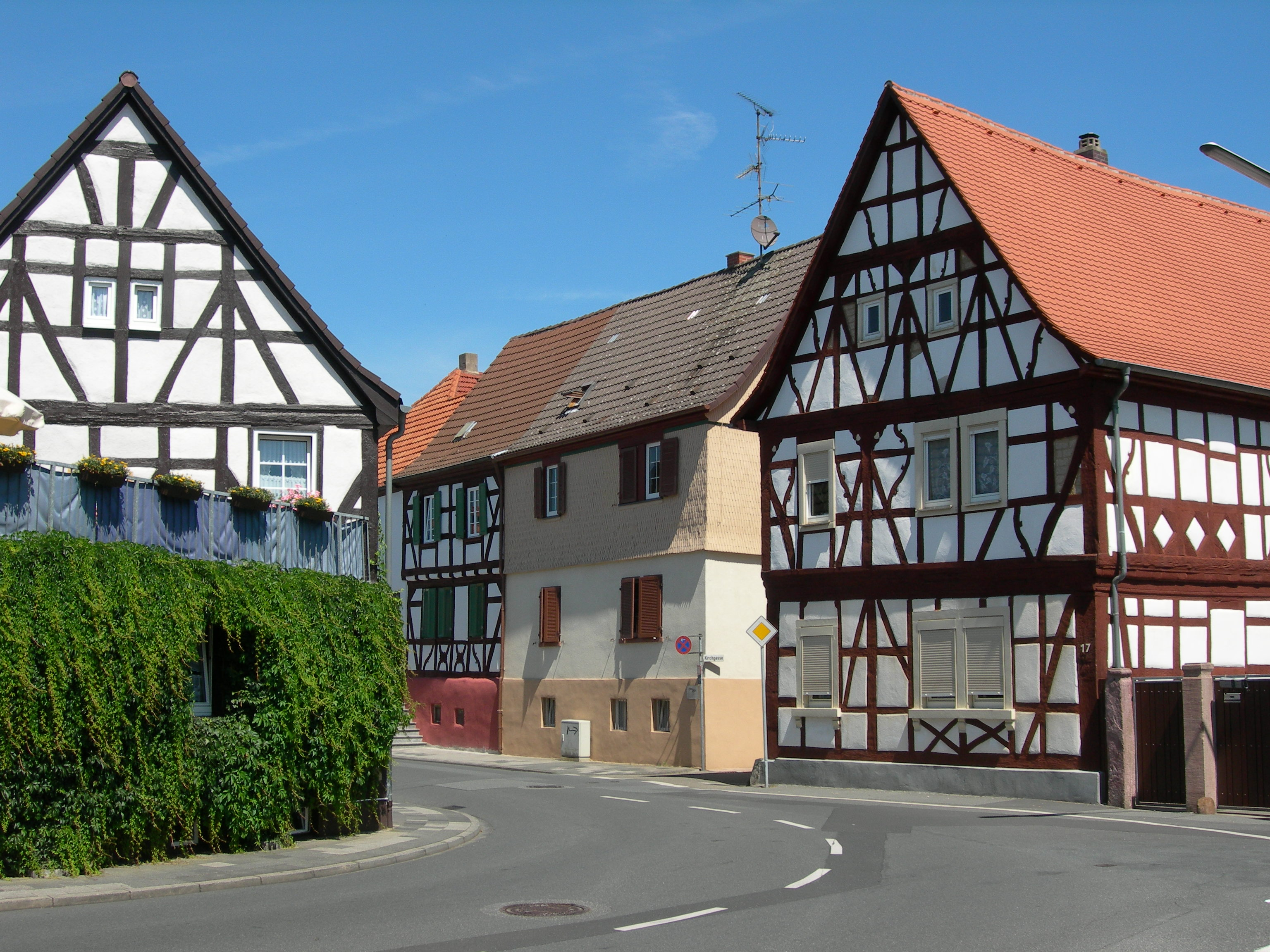
Straßenszene mit Fachwerkhäusern
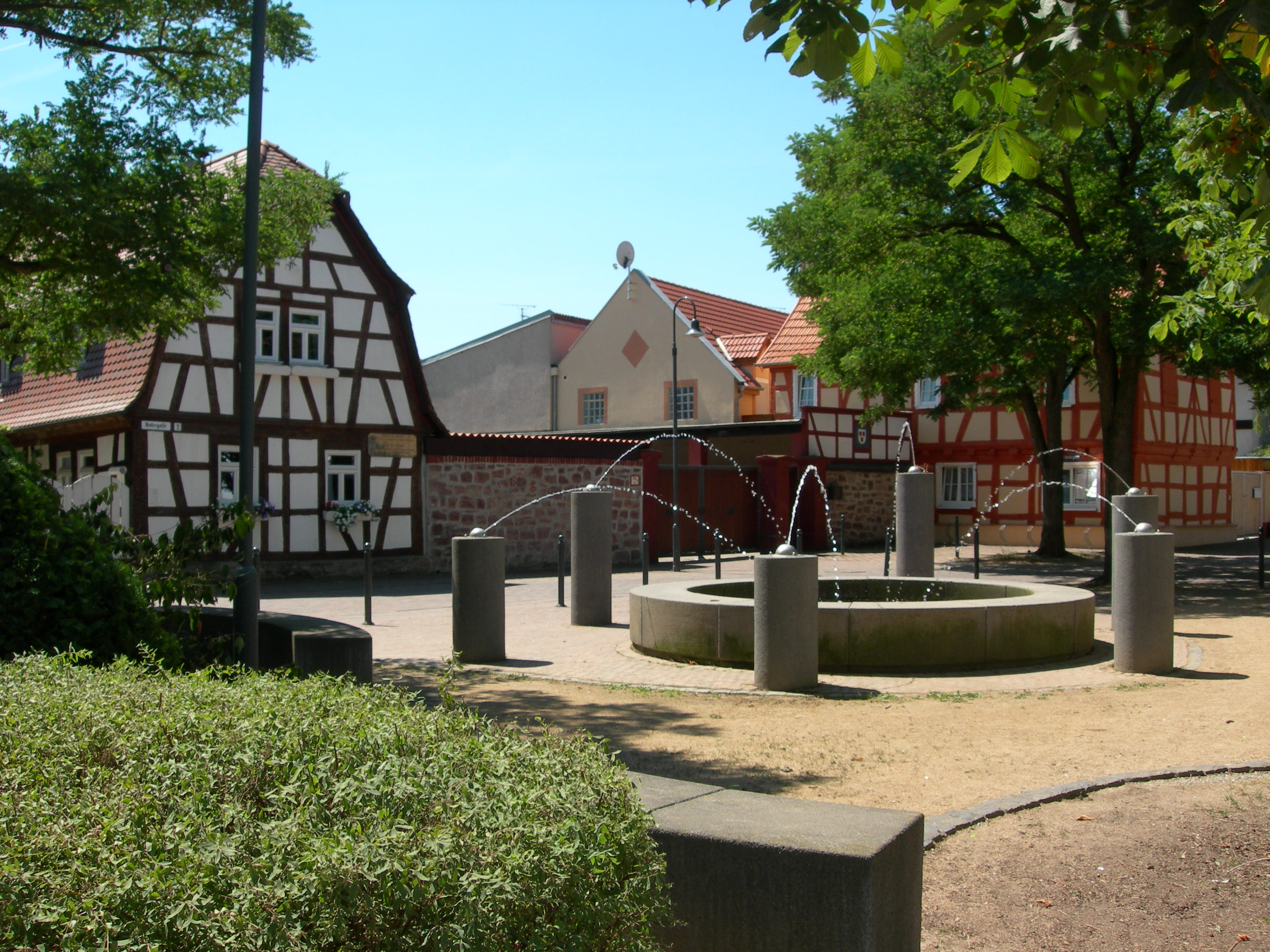
Brunnen an der Hintergasse

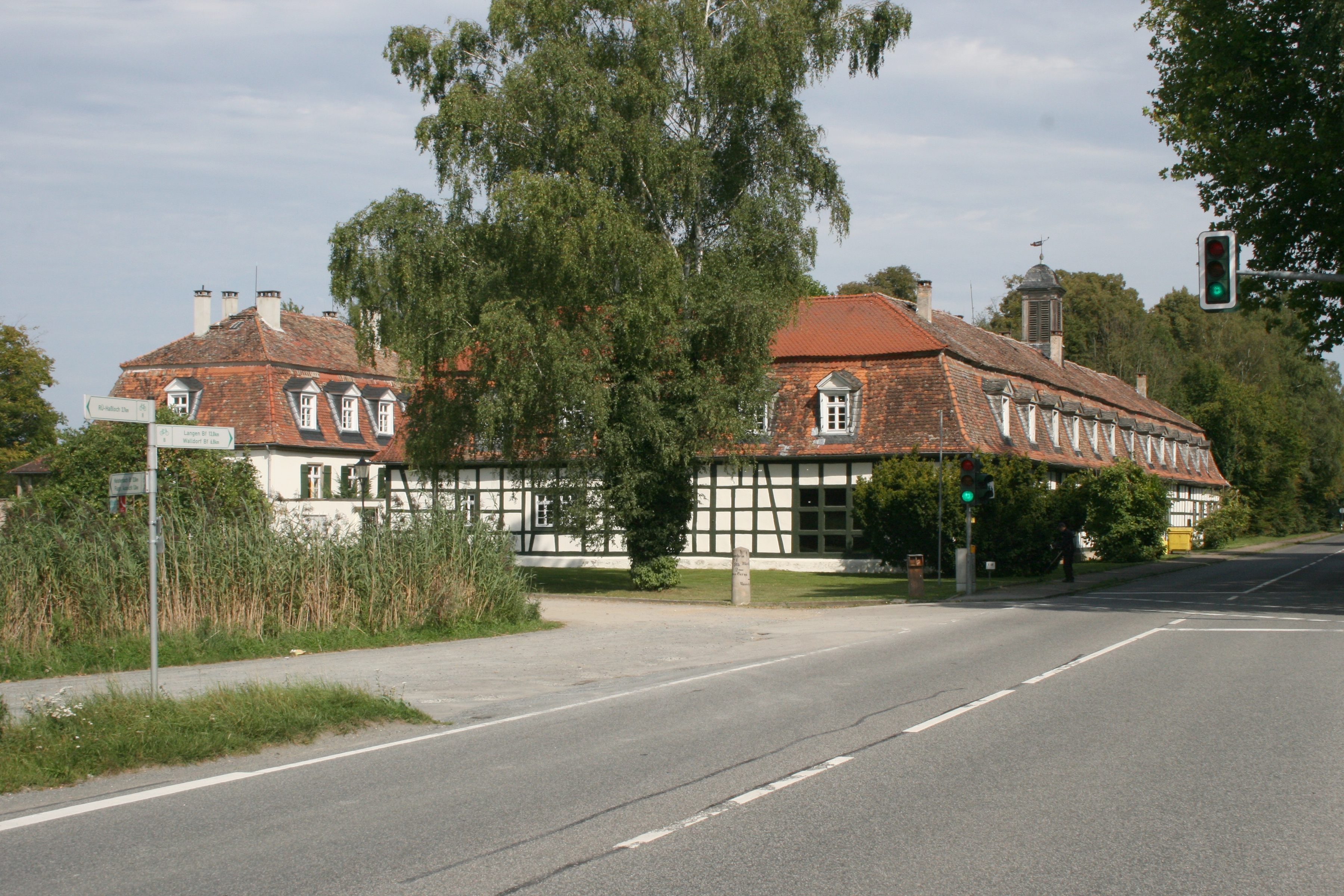
Jagdschloss Mönchbruch
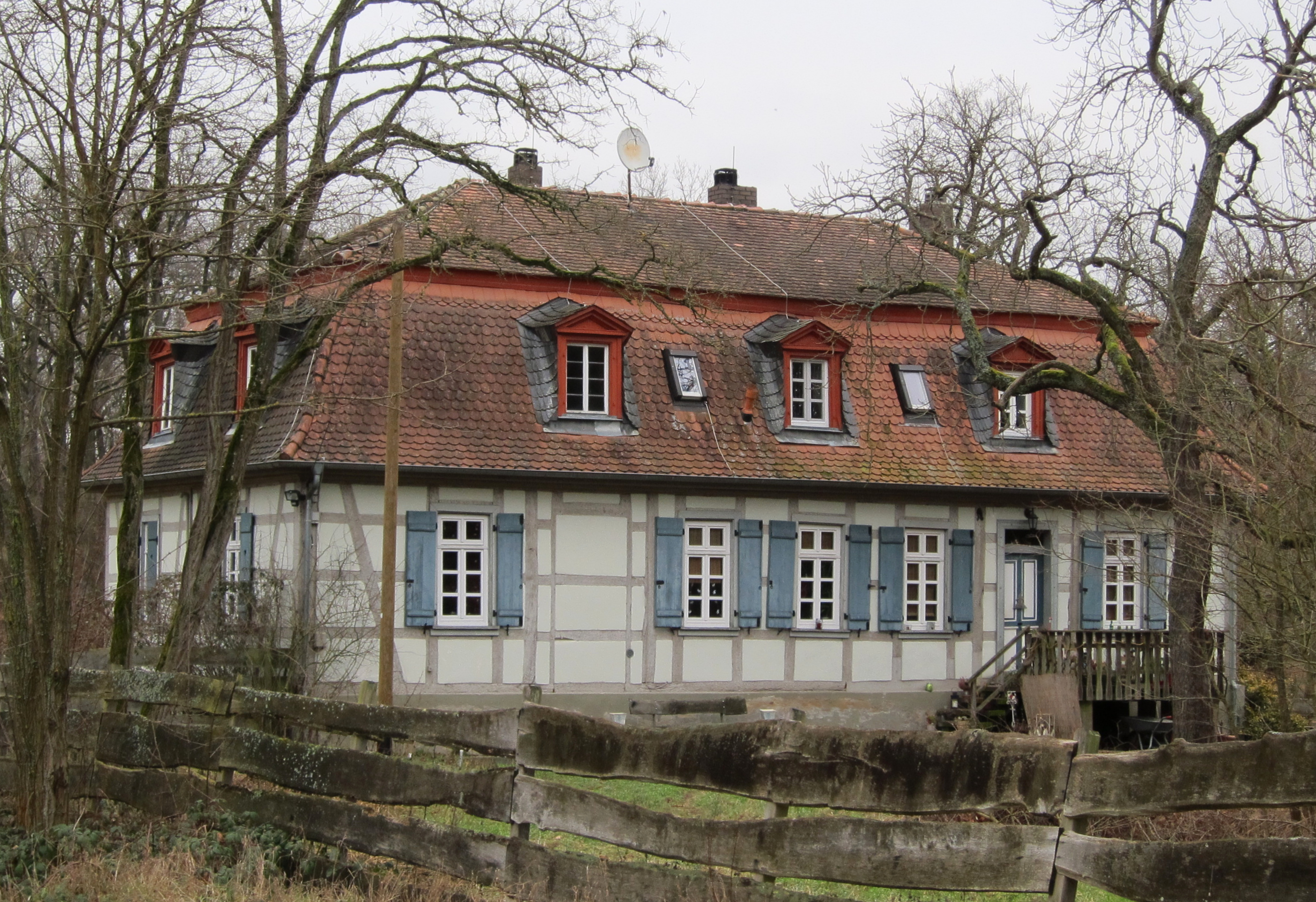
Forsthaus Wiesental

An der B 486, ca. fünf Kilometer westlich von Mörfelden, liegt das Jagdschloss Mönchbruch, das 1730 vom Landgrafen Ernst-Ludwig von Hessen-Darmstadt erbaut wurde.
- Forsthaus Wiesental

Zwei Kilometer südlich von Mörfelden liegt das Forsthaus der Revierförsterei Apfelbachbrücke. Das Gebäude ist der einzige noch erhaltene Pavillon einer im Jahre 1725 errichteten Jagdhofanlage des Landgrafen Ernst-Ludwig.
- Jagdschloss Mönchbruch
- Forsthaus Wiesental

### Regelmäßige Veranstaltungen
- Oktober: Kerb[22]

## Verkehr
In Mörfelden kreuzen sich die Bundesstraße 44 von Frankfurt am Main über Groß-Gerau nach Mannheim und die Bundesstraße 486 von Rüsselsheim am Main über Langen nach Eppertshausen bei Dieburg. Über die B 486 gibt es knapp zwei Kilometer östlich der Ortslage eine Anschlussstelle an die Bundesautobahn 5. Die Landesstraße L 3113 führt nach Süden über Gräfenhausen nach Darmstadt.
Die Riedbahn von Frankfurt am Main nach Mannheim ist einerseits für den Hochgeschwindigkeitsverkehr bis 200 km/h ausgebaut, andererseits ist der Bahnhof Mörfelden Station für den Regionalverkehrszug RE 70 und für die S-Bahn-Linie 7 der S-Bahn Rhein-Main. Nach Frankfurt (Main) Hbf beträgt die Fahrzeit etwa 20 Minuten. Ferner gibt es Buslinien zum Flughafen Frankfurt Main Terminal 1.

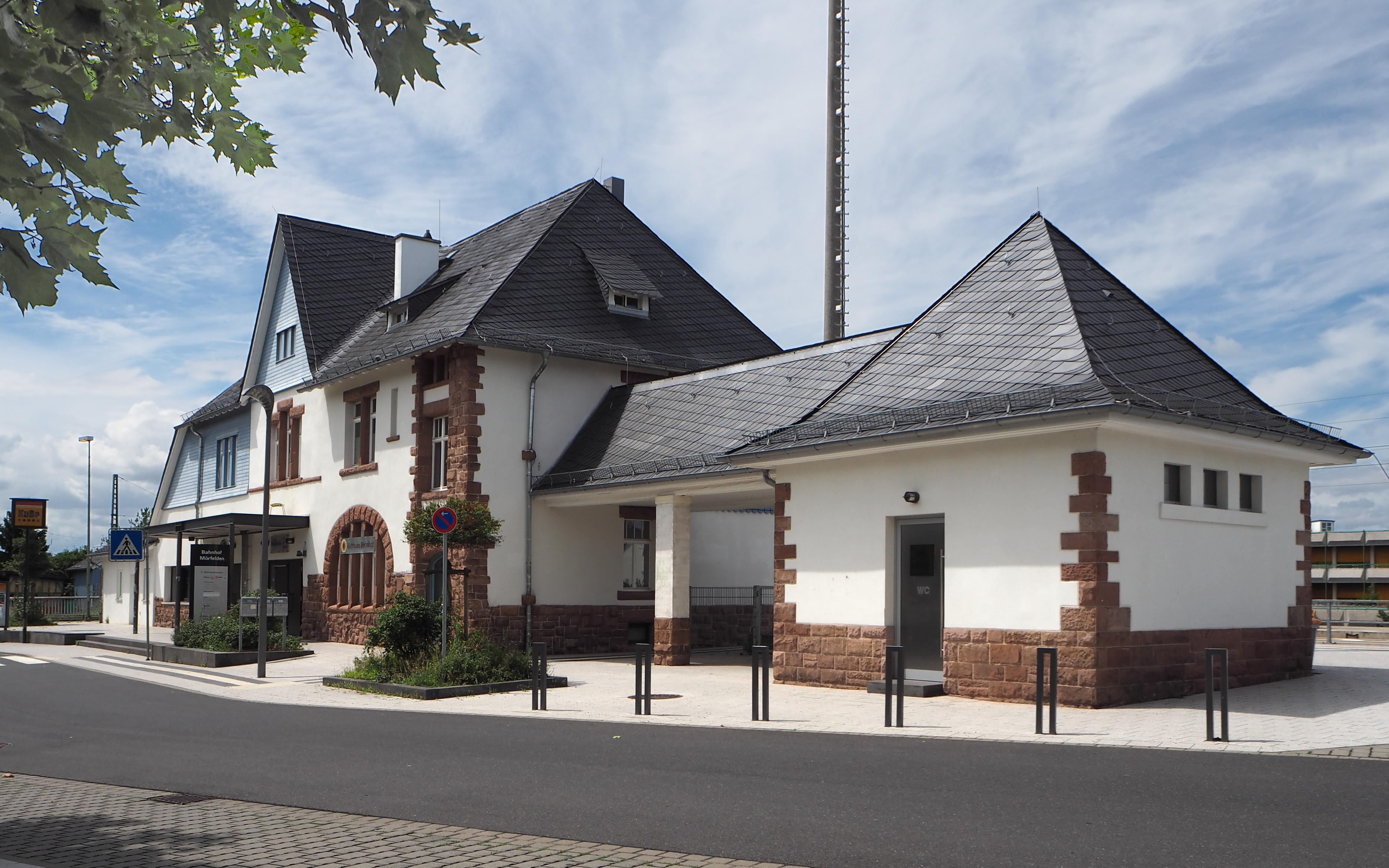
Bahnhofsgebäude Baujahr 1903 – Sanierung 2010/11
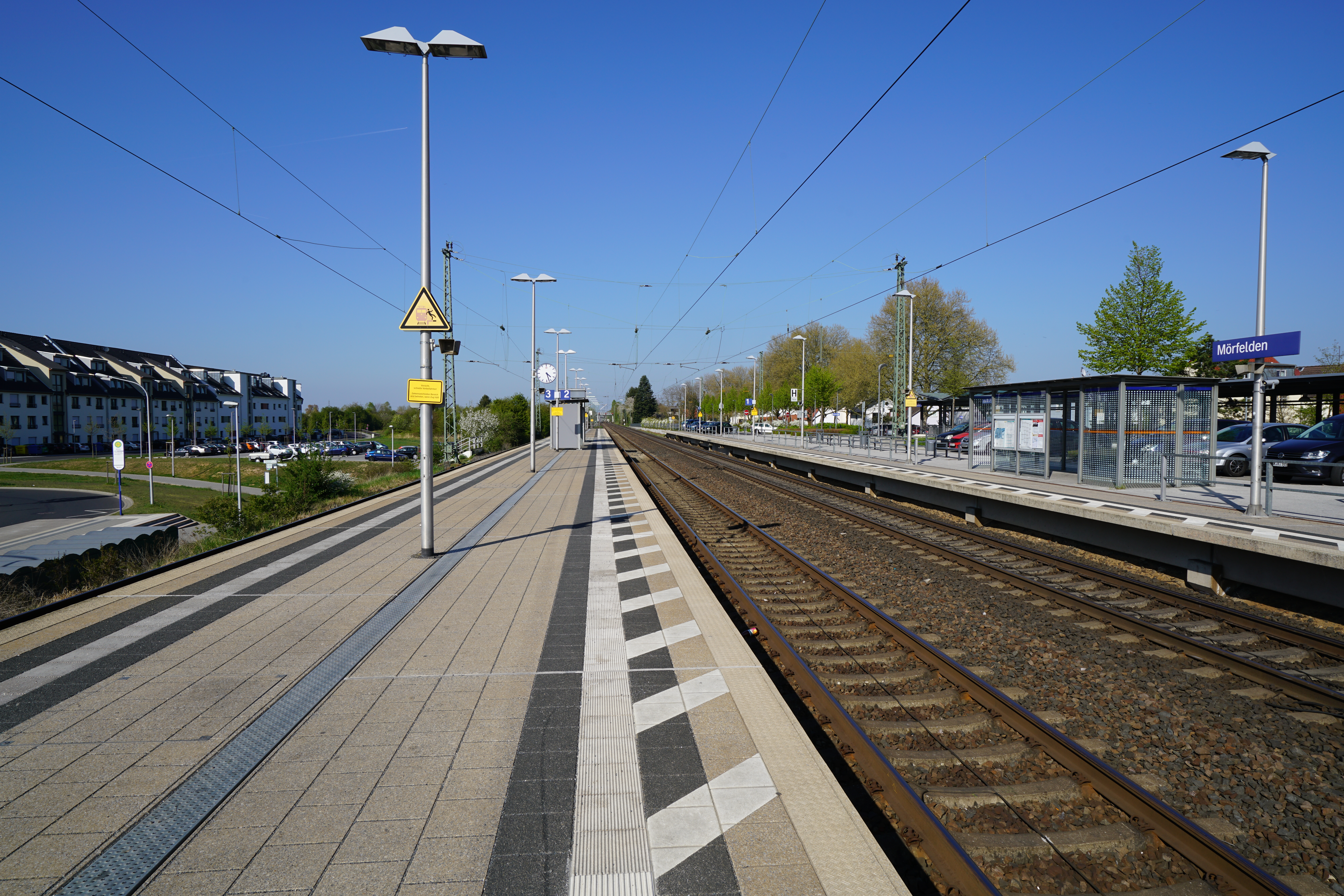
Bahnsteige nach der Sanierung

## Schulen
In Mörfelden-Walldorf gibt es fünf Schulen:
Die Bertha-von-Suttner-Schule Gesamtschule
und vier Grundschulen:
- Bürgermeister-Klingler-Schule (Mörfelden)
- Wilhelm-Arnoul-Schule (Walldorf)
- Waldenser-Schule (Walldorf)
- Albert-Schweitzer-Schule (Mörfelden)